# Короткоклювый печник-землекоп
Короткоклювый печник-землекоп (лат. Geositta antarctica) — вид воробьиных птиц из семейства печниковых. Подвидов не выделяют. Распространён в Аргентине и Чили.

## Описание
Короткоклювый печник-землекоп достигает длины 15—16 см и массы от 34 до 40 г. Половой диморфизм не выражен. У взрослых особей тусклое серовато-коричневое лицо с бледной надбровной дугой и более тёмной линией за глазом. Верхняя часть тела в основном серовато-коричневая с беловатыми кроющими перьями хвоста. Внутренние рулевые перья черновато-коричневые, а три наружные пары перьев в основном беловатые. Крылья тёмно-коричневые с неясной сероватой полосой. Нижняя часть тела тускло-беловатая со светлыми желтовато-коричневыми прожилками на груди. Радужная оболочка коричневая, короткий клюв черноватый с более светлым основанием подклювья, ноги черноватые. У молодых особей более светлые кончики перьев на макушке и более слабые полосы на груди.
Отличается от Geositta cunicularia гораздо более коротким клювом и отсутствием какого-либо рыжеватого оттенка в маховых перьях.
Песня представляет собой серию сдвоенных нот «weetuk-weetuk-weetuk-weetuk-weetuk». Позывка в полёте — пронзительное «tjeek, trrrit, trritrritrritrritrrie».

## Распространение и места обитания
Короткоклювый печник-землекоп является одной из самых южных гнездящихся воробьиных птиц в мире. В основном гнездится в Аргентине на Огненной земле, а также в меньшем количестве на материковой части юга Аргентины (провинция Санта-Крус) и на юге Чили (область Магальянес).
Короткоклювый печник-землекоп обитает в бесплодных равнинах Патагонской пустыни, ландшафте с редкими травами и редкими кустарниками, а также на лугах в областях с более умеренным климатом и в песчаных прибрежных районах. Встречается на высоте от уровня моря до 1000 метров над уровнем моря.
Ведёт оседлый образ жизни. Вне сезона размножения некоторые особи перемещаются на север западной Аргентины вплоть до провинции Мендоса.

## Биология
Короткоклювый печник-землекоп обычно добывает пищу на земле, поодиночке или парами. В состав рациона входят членистоногие и семена.
Сезон размножения приходится на летние месяцы Южного полушария, примерно с ноября по январь. Моногамен. Гнездится в туннеле, вырытом в склоне дюны или земляного вала; пол в конце гнездовой камеры выстилается травой. В кладке три яйца. Иногда гнездится рыхлыми колониями вместе с другими видами семейства Furnariidae..